# ماري إليزابيث هايز
ماري إليزابيث هايز (بالإنجليزية: Marie Elizabeth Hayes)‏ هي مبشرة أيرلندية، ولدت في 17 مايو 1874، وتوفيت في 2 يناير 1908.